# Франклин (окръг, Охайо)
Вижте пояснителната страница за други населени места с името Франклин.
Окръг Франклин (на английски: Franklin County) е окръг в щата Охайо, Съединени американски щати. Площта му е 1406 km², а населението - 1 068 978 души (2000). Административен център е град Колумбус.